# Tantilla boipiranga
Tantilla boipiranga – gatunek węża z rodziny połozowatych (Colubridae).

## Systematyka
Węża tego zalicza się do rodziny połozowatych. Systematyka ta nie uległa w przeciągu ostatnich lat dużym zmianom. Starsze źródła również umieszczają go w rodzinie Colubridae, choć używana jest tutaj polska nazwa wężowate czy też węże właściwe, zaliczanej do infrapodrzędu Caenophidia, czyli węży wyższych. W obrębie rodziny rodzaj Tantilla wchodzi w skład podrodziny Colubrinae.

## Rozmieszczenie geograficzne
Gad ten spotykany jest w Brazylii, a dokładniej w dwóch przedzielonych odległością 200 km miejscach w stanie Minas Gerais i regionie Serra do Espinhaço. Obszary te mają łączną powierzchnię 5187 km², jednakże IUCN szacuje zasięg występowania zwierzęcia (EOO, Extent of Occurence) na 15 300 km².
Siedlisko tego węża to lasy sosnowo-dębowe i lasy liściaste klimatu zwrotnikowego.

## Zagrożenia i ochrona
Status populacji nie jest znany.
Zagrożenie dla gatunku wynikają z utraty siedlisk. W grę wchodzi tutaj wypas bydła, pozyskiwanie węgla drzewnego i wyrąb lasu. Wedle przewidywań IUCN w przyszłości negatywny wpływ na gatunek wywierać będą rozwój rolnictwa i urbanizacja.